# الاستشارة التي تركز على الخبرة
الاستشارة التي تركز على الخبرة (إي أف سي) هي نهج طبيعي وغير مرضي للاستشارة أو الدعم النفسي الاجتماعي/المرافقة. وهو يستهدف بوجه خاص ولكن ليس حصريًا الأشخاص الذين قد يعانون من الضيق بسبب تجارب مثل سماع الأصوات المعروفة أيضًا باسم الهلوسة السمعية أو الرؤى أو الظواهر الأخرى المرتبطة عادةً بتشخيصات مثل الفصام واضطرابات عقلية أخرى. (شناكينبيرج وبور 2017)

## التاريخ
مصطلح "الاستشارة التي تركز على الخبرة" هو مصطلح آخر يستخدم للإشارة إلى نهج "فهم الأصوات" والذي يرتبط بحركة سماع الأصوات.

## مقدمي الخدمات
اعتمادًا على مستوى تدريبهم وخبرتهم يمكن للمجموعات المهنية المختلفة (مثل المستشارين والمعالجين والعاملين الاجتماعيين والمعلمين والأطباء النفسيين وعلماء النفس والممرضات النفسيات والممرضات ومعالجي المهنة) والعاملين مع الأقران (رسمي وغير رسمي) استخدام مستويات مختلفة من الاستشارة المركزة على الخبرة (إي أف سي) اعتمادًا على التدريب الذي تلقوه ونطاق ممارستهم (شناكنبيرج وبور 2017). يمكن استخدام العلاج النفسي اللفظي بالإضافة إلى العلاجات الكلامية التقليدية أو بدلاً منها.
فبالإضافة إلى الممارسين الأفراد بدأت العديد من الوكالات والمنظمات غير الربحية أيضًا في تقديم خدمات الدعم بين الأقران مثل التحالف الوطني للأمراض العقلية (نامي) وشبكة دعم الأقران الوطنية والرابطة الوطنية لمساعدي الأقران وإدارة خدمات إساءة استخدام المواد المخدرة والصحة العقلية واللجنة الوطنية لمراجعة الأقران والعديد من مقدمي الخدمات المستقلين ومقدمي الرعاية الصحية العقلية المجتمعية. والآن قامت كل ولاية في الولايات المتحدة بدمج هذا النوع من الاستشارة التي تركز على الخبرة في ممارساتها الخاصة بالرعاية الصحية العقلية.

## الطريقة
اعتمادًا على الأعراض والتاريخ والصدمات التي تعرض لها الفرد الذي يتلقى العلاج قد تختلف أساليب العلاج حيث تركز حركة الاستشارة التي تركز على الخبرة ودعم الأقران على نظرة الأفراد للعالم. وعادةً ما تجرى الاستشارة التي تركز على الخبرة بناءً على مناقشة أعراض الفرد واستجاباته العاطفية والجسدية للصدمة و/أو المرض العقلي نتيجة لفحص تجارب الأفراد الحالية والماضية لتحديد سبب (أسباب) أعراضهم.
عن طريق التركيز على تجربة الفرد بدلاً من المرض يمكن للمقدم أن يبدأ في مساعدة عميله في العثور على السبب الجذري للصدمة وبداية الأعراض المسببة للضيق.
تستخدم تقنيات علاجية مختلفة بهدف مساعدة العميل في اكتساب البصيرة والتعامل مع الأعراض والاستجابات العاطفية لتجاربه الفردية. وقد تشمل هذه:
- العلاجات الكلامية القياسية[13]
- العلاج السلوكي المعرفي
- علاج إعادة معالجة الحركة بالعين[14]
- العلاج المعرفي[15]
- العلاج بالفن[16]
- العلاج الطبيعي[17]
- العلاج بالموسيقى[18]
- دعم الأقران[9]
- العلاج الجماعي

## الفعالية
النهج لسماع الأصوات أو الاستشارة التي تركز على الخبرة أو فهم الأصواتيحتاج سياق حياة قوي وتركيز على الصدمات. مثلت هذه الدراسة ما إذا كان يمكن اعتبار الاستشارة عند مقارنتها بالعلاج المعتاد حساسة للصدمات. وحُللت خمسة وعشرين مقابلة مع سامعي الأصوات ومتخصصين في الصحة العقلية في ألمانيا كجزء من التحليل. وكانت الموضوعات: المتعلقة بالصدمة والتعامل مع المشاعر وعملية العمل مع الأصوات والحياة الشخصية والتفاعلية والمتعلقة بالتكيف. اعتبرت الاستشارة مفيدة في فهم مجالات الضيق التي لم تحل. لم ينطبق الشيء نفسه على العلاج المعتاد. تدعم النتائج الاستشارة كتدخل حساس للصدمات في سماع الأصوات. كما يمكن لموظفي الصحة العقلية دعم سامعي الأصوات في تحديد الأصوات والعواطف المتعلقة والعمل عليها.

## المستلمون
إن الآثار الإيجابية لكل من الأدوية المضادة للذهان والعلاج السلوكي للأشخاص الذين يعانون من ضائقة بسبب تجربتهم في سماع الأصوات محدودة. ونتج ارتفاع حديث في الأساليب الفردية القائمة على الحديث. قد تركز بعض الأساليب على فهم الأصوات والتعامل معها. تشمل العوائق أمام التنفيذ انتشار الأمراض المتعلقة بسماع الأصوات ونقص أخصائيي الصحة لتنفيذ هذه التدخلات الجديدة. تهدف المراجعة إلى تحديد ووصف توليفة من الأساليب الفردية القائمة على الحديث للأشخاص الذين يسمعون الأصوات.
تسعة مناهج مختلفة قائمة على المحادثة شملت العلاج السلوكي المعرفي للذهان وعلاج أفاتار وفهم الأصوات" الاستشارة المركزة على الخبرة" والعلاج بالعلاقات والعلاج بالقبول والالتزام والتدخل المركّز على التأقلم القائم على الهواتف الذكية والعلاج بالتعرض للواقع المطول والافتراضي وإزالة حساسية حركة العين وإعادة المعالجة وبرنامج فردي قائم على اليقظة الذهنية لسماع الصوت. اختلفت المناهج فيما يتعلق بعدد الجلسات وطول الوقت المقدم والأدلة العلمية على الفعالية. علماء النفس مجموعة المتدخلين والعلاج السلوكي المعرفي ومتخصصين صحيين مثل الممرضات كمنفذين. أظهرت معظم المناهج نتائج إيجابية فيما يتعلق بمستويات الضيق المتعلقة بالصوت. يبدو أن هناك مبررًا قويًا لتطبيق تنوع أوسع في الأساليب. ومن المرجح أن يؤدي التركيز على تطبيق الأنظمة الشاملة وإشراك العاملين في الخطوط الأمامية تطبيق هذه الأساليب إلى تقليص الفجوة بين تطبيق البحث والممارسة.

## التدريب والاعتمادات
يثير نهج سماع الأصوات اهتمامًا كطريقة جديدة للتعامل مع الذهان. وتُدار مجموعات سماع الأصوات من قبل الأقران بدلاً من الالتزام بهيكل محدد بقيادة المعالج. تعمل المجموعات لكل فرد لإعادة صياغة الفهم. تصف هذه الورقة آثار المشاركة في مجموعات أصوات ورؤى المحاربين القدامى بقيادة مشتركة من الأطباء وأخصائين ومُكيف للمحاربين الذين عانوا من الذهان ويتلقون الرعاية وهي نظام صحي عام كبير في الولايات المتحدة. تتميز هذه الدراسة بتصميم متوازي يدمج البيانات الكمية والنوعية من المشاركين في تقييمات ما قبل التدخل وما بعد التدخل.
على مدار 16 أسبوع أظهر التحليل الكمي انخفاض في الضيق الناتج عن الهلوسة السمعية وأظهرت نتائج استبيان المعتقدات حول الأصوات انخفاض في الحقد والقدرة المطلقة وزيادة في الإحسان المرتبط بالهلوسة السمعية ولكن لم يحدث أي تغيير في المقاومة. كشفت البيانات عن العديد من الفوائد: التطبيع والرفقة وزيادة الأمل والثقة وفهم الذات وإعادة صياغة التجارب وبناء علاقات خارج المجموعات. تُسهم النتائج في تعزيز مجموعة من الدراسات التي تُشير إلى أن مجموعات الدعم النفسي الاجتماعي تدعم من عانوا من الذهان بالحد من العزلة الاجتماعية وتعزيز التواصل المجتمعي. تُسلّط النتائج الضوء على الفوائد لتكييف مجموعات الدعم النفسي الاجتماعي مع الأنظمة الصحية.